# Simona Bucura-Oprescu
Simona Bucura-Oprescu née le 19 avril 1980 à Câmpulung est une femme politique roumaine du Parti social-démocrate (SDP).

## Biographie
Simona Bucura-Oprescu est élue à la Chambre des députés en 2012, 2016 et 2020 pour le Județ d'Argeș et est présidente de la Commission de l'administration publique et de l'aménagement du territoire depuis le 22 décembre 2020,,.
Le 19 juillet 2023, elle prête serment et devient ministre du Travail et de la Solidarité sociale dans le gouvernement Ciolacu I.